# بابلو يلشيس
بابلو يلشيس (بالإسبانية: Pablo Wilches)‏ مواليد 13 يوليو 1955 في كولومبيا، هو دراج كولومبي سابق.

## روابط خارجية
- بابلو يلشيس على موقع أرشيف الدراجات (الإنجليزية)
- بابلو يلشيس على موقع إحصائيات الدراجات الإحترافية (الإنجليزية)
- بابلو يلشيس على موقع CycleBase (الإنجليزية)